# Sessa (Svizzera)
Sessa (in dialetto ticinese Sèsa) è una frazione di 703 abitanti del comune di Tresa nel Canton Ticino, nel distretto di Lugano.

## Geografia fisica
Sessa è situato nel Malcantone, sulla falda meridionale del colle Sceree.

## Storia

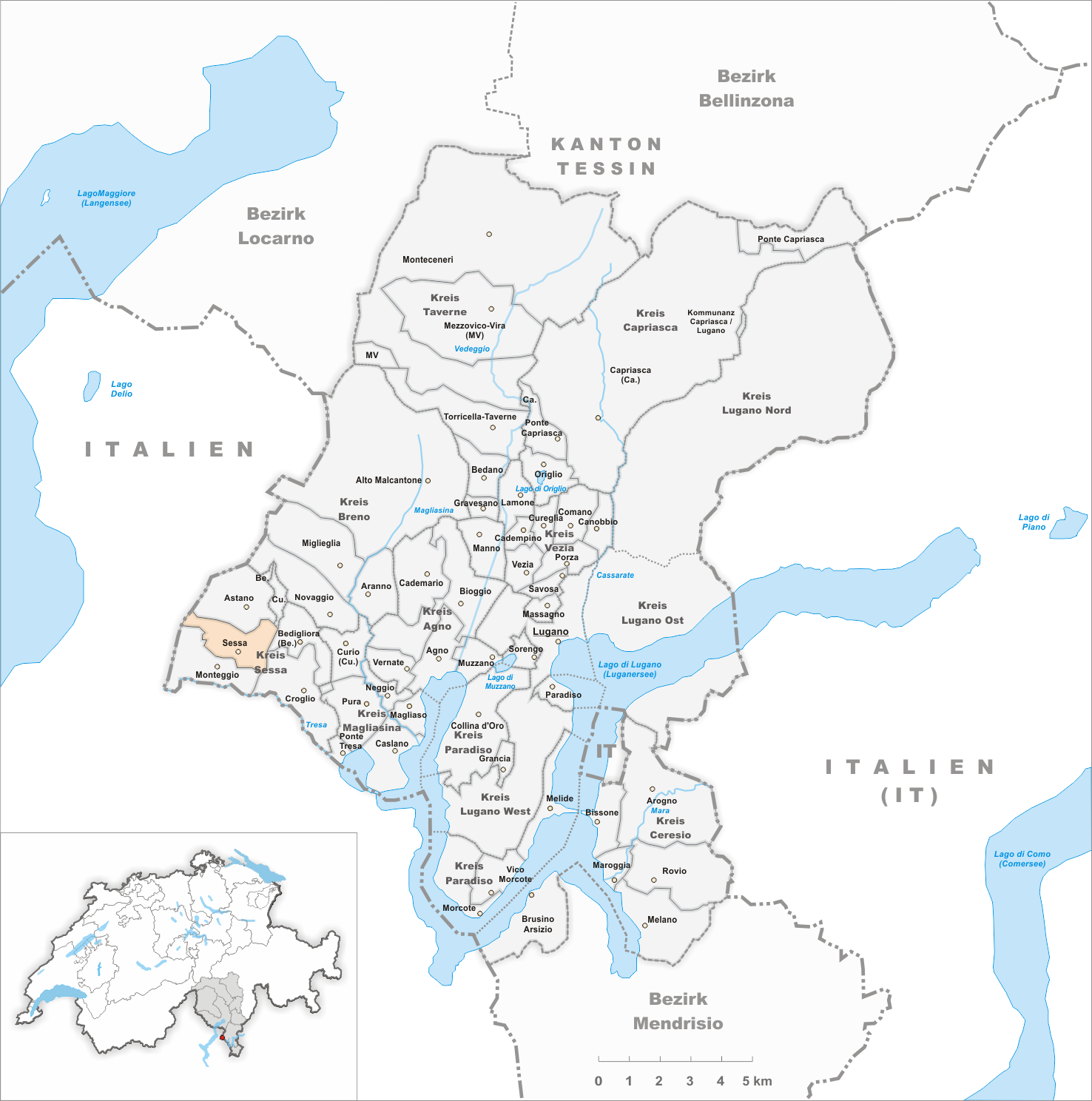
Mappa dell'ex comune di Sessa.

Originariamente comune autonomo, nel 2021 il comune di Sessa venne fuso con i comuni di Croglio, Monteggio e Ponte Tresa per formare il nuovo comune di Tresa.

## Monumenti e luoghi d'interesse

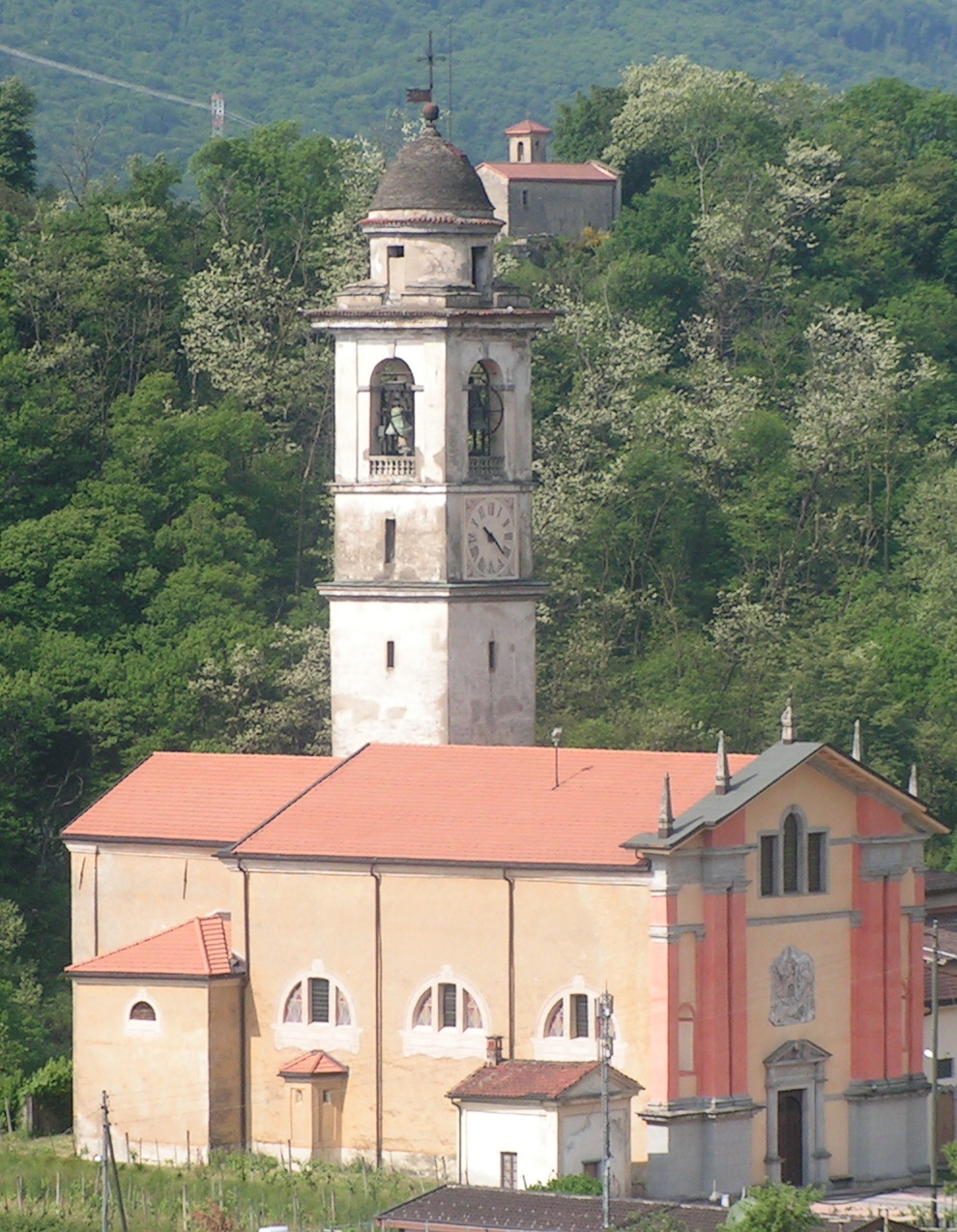
La chiesa parrocchiale di San Martino

- Chiesa parrocchiale di San Martino, attestata dal 1288[2][3];
- Chiesa di Sant'Orsola, eretta nel 1601[2] conserva sull'altar maggiore il dipinto Sant'Orsola e le undicimila vergini del pittore Guglielmo Caccia detto il Moncalvo;
- Chiesa-oratorio di Santa Maria di Corte[senza fonte];
- Oratorio di Santa Lucia in località Suvino[senza fonte];
- Tribunale[3] o Casa del Landfogti[2];
- Torchio di Sessa, del XV secolo[senza fonte].

## Società

### Evoluzione demografica
L'evoluzione demografica è riportata nella seguente tabella:
Abitanti censiti

## Amministrazione
Ogni famiglia originaria del luogo faceva parte del cosiddetto comune patriziale e aveva la responsabilità della manutenzione di ogni bene ricadente all'interno dei confini del comune.